# Николас (округ, Кентукки)
Ни́колас (англ. Nicholas County) — округ в штате Кентукки, США. Официально образован в 1799 году. По состоянию на 2010 год, численность населения составляла 7135 человек.

## География
По данным Бюро переписи США, общая площадь округа равняется 510,231 км2, из которых 505,051 км2 суша и 4,403 км2 или 0,800 % это водоемы.

## Население
По данным переписи населения 2010 года в округе проживает 7 135 жителей в составе 2 809 домашних хозяйств и 1 956 семей. Плотность населения составляет 14,00 человек на км2. На территории округа насчитывается 3 261 жилых строений, при плотности застройки около 6,20-ти строений на км2. Расовый состав населения: белые — 97,90 %, афроамериканцы — 0,60 %, коренные американцы (индейцы) — 0,10 %, азиаты — 0,20 %, гавайцы — 0,00 %, представители других рас — 0,50 %, представители двух или более рас — 0,70 %. Испаноязычные составляли 1,40 % населения независимо от расы.
В составе 29,20 % из общего числа домашних хозяйств проживают дети в возрасте до 18 лет, 52,60 % домашних хозяйств представляют собой супружеские пары проживающие вместе, 11,10 % домашних хозяйств представляют собой одиноких женщин без супруга, 5,90 % домашних хозяйств не имеют отношения к семьям, 25,60 % домашних хозяйств состоят из одного человека, 11,30 % домашних хозяйств состоят из престарелых (65 лет и старше), проживающих в одиночестве. Средний размер домашнего хозяйства составляет 2,51 человека, и средний размер семьи 2,97 человека.
Возрастной состав округа: 26,40 % моложе 18 лет, 4,80 % от 18 до 24, 25,50 % от 25 до 44, 27,80 % от 45 до 64 и 27,80 % от 65 и старше. Средний возраст жителя округа 40.5 лет. На каждые 100 женщин приходится 93,70 мужчин. На каждые 100 женщин старше 18 лет приходится 89,30 мужчин.
Средний доход на домохозяйство в округе составлял 40 259 USD, на семью — 43 410 USD. Среднестатистический заработок мужчины был 0 USD против 0 USD для женщины. Доход на душу населения составлял 18 452 USD. Около 9,70 % семей и 13,20 % общего населения находились ниже черты бедности, в том числе — 14,20 % молодёжи (тех, кому ещё не исполнилось 18 лет) и 16,80 % тех, кому было уже больше 65 лет.